# Kipawa
Kipawa es un municipio canadiense situado en la provincia de Quebec.

## Superficie
Kipawa tiene una superficie de 35,58 km².

## Demografía
En 2021, tenía 446 habitantes, una densidad poblacional de 12,5 hab./km², y 325 viviendas.